# 루이즈 미셸

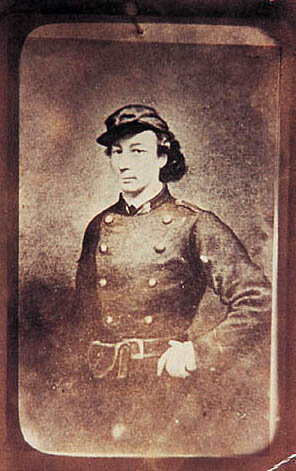

루이즈 미셸(프랑스어: Louise Michel [lwiz miʃɛl][*]: 1830년 5월 29일-1905년 1월 9일)은 프랑스의 무정부주의자, 교육자, 의료노동자이며, 파리 코뮌의 요인이었다. "몽마르트르 언덕의 적처녀"(red virgin of Montmartre)라는 별명으로도 알려져 있다.